# Xian de Helan
Pour les articles homonymes, voir Helan.
Le xian de Helan (chinois simplifié : 贺兰县 ; pinyin : hèlán xiàn) est un district administratif de la région autonome du Ningxia en Chine. Il est placé sous la juridiction de la ville-préfecture de Yinchuan.
Le xian tire son nom des monts Helan, monts à cheval entre la région autonome du Ningxia, la Région autonome de Mongolie-Intérieure et la Mongolie extérieure.

## Démographie
La population du district était de 176 953 habitants en 1999.

## Histoire
On trouve dans la région des monts Helan des dizaines de milliers de peintures pariétales et pétroglyphes réalisées dans plus de 2 000 emplacements par diverses peuplades nomades du nord de la Chine. Elles incluent des mains négatives, des symboles divers sous forme de pétroglyphe, des représentations humaines et animales, des scènes de chasse et de combat, des cavaliers, etc. Leur datation va de la période des Printemps et Automnes et de la période des Royaumes combattants à la dynastie des Xia Occidentaux,,.

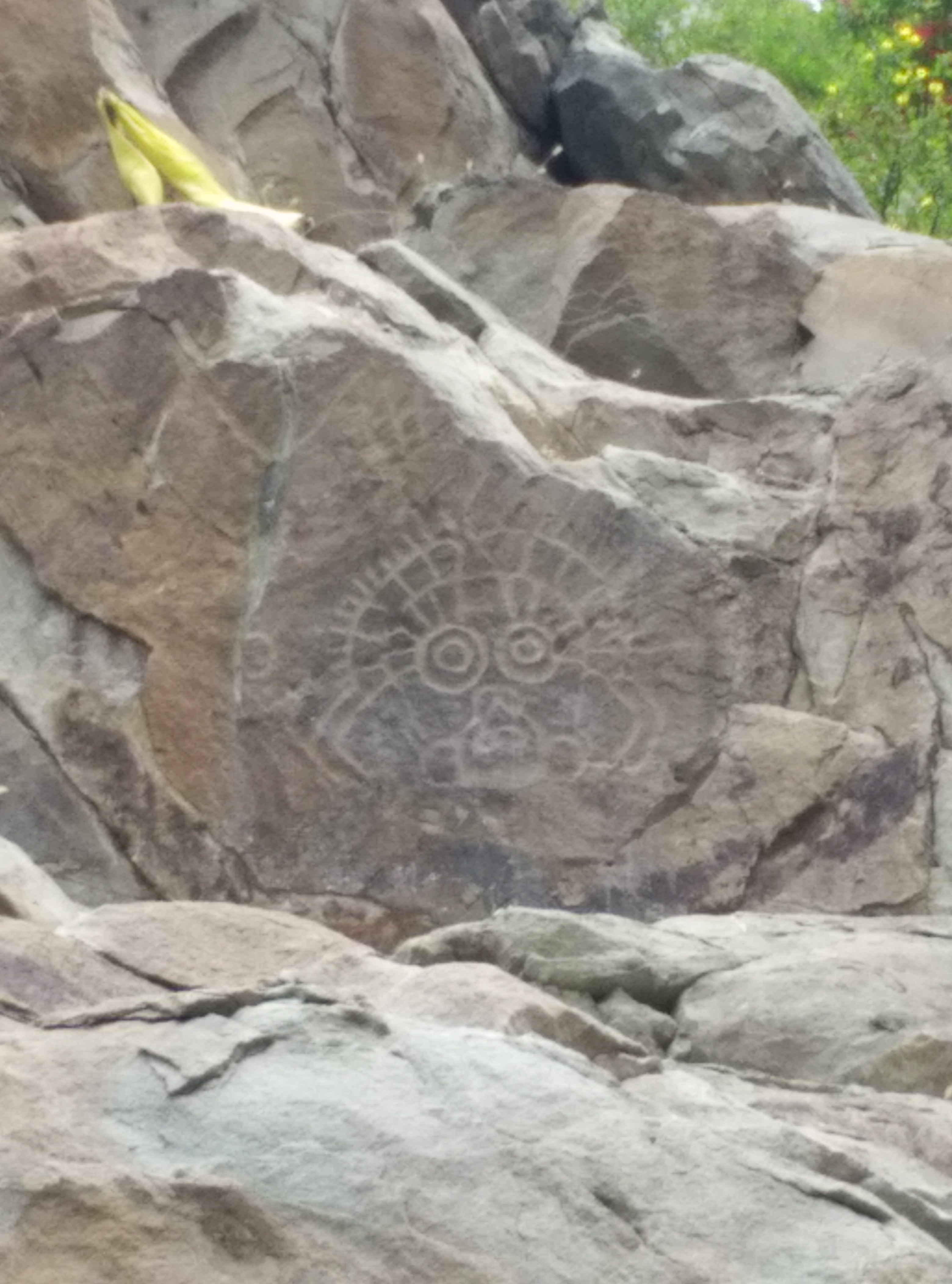
pétroglyphe représentant l'esprit du soleil